# 1873 en Grèce
Chronologie de la Grèce
- 1869
- 1870
- 1871
- 1872
- 1873
- 1874
- 1875
- 1876
- 1877

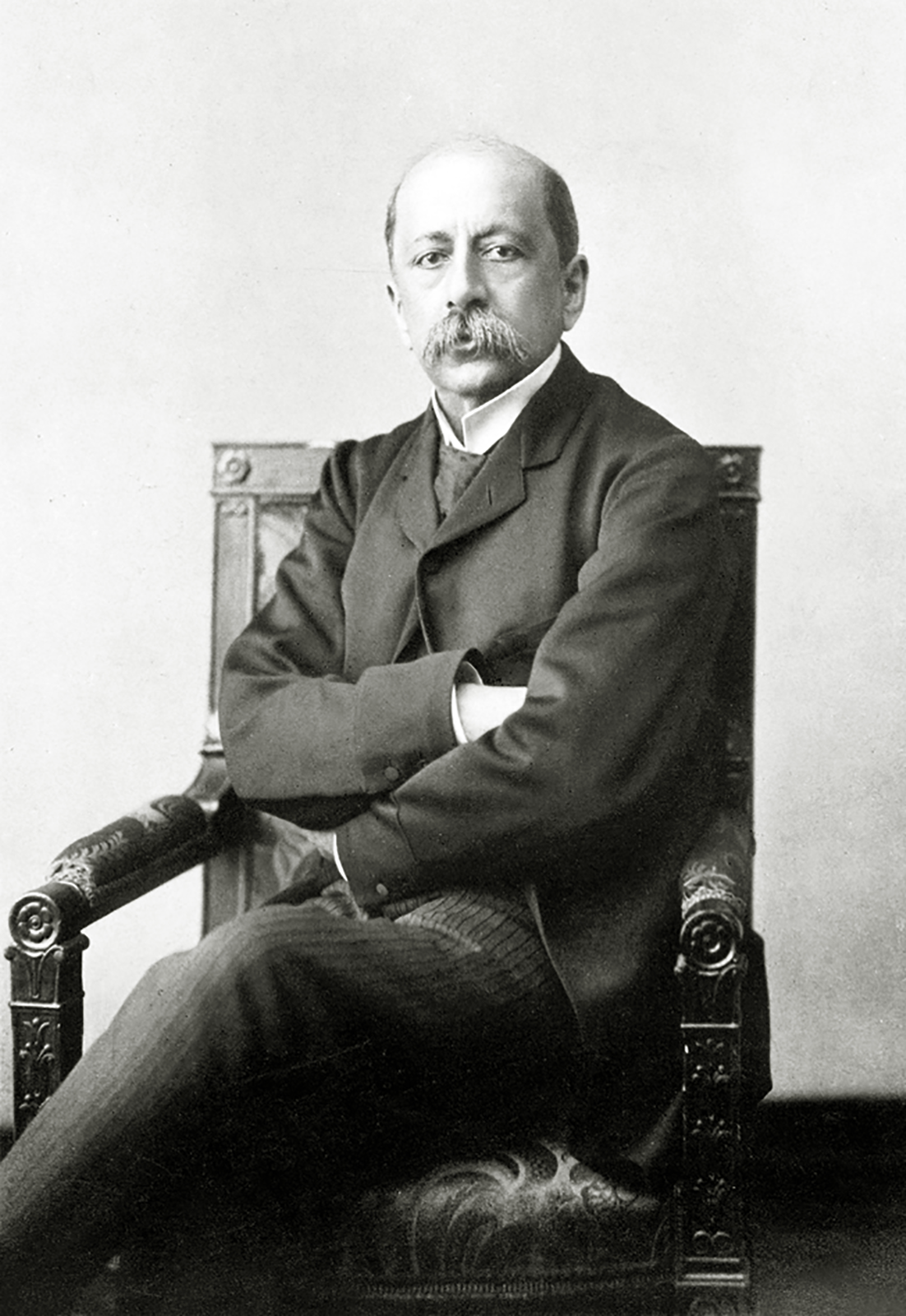
Charílaos Trikoúpis, futur Premier-ministre de la Grèce, fonde le Nouveau Parti.

Cette page concerne les évènements survenus en 1873 en Grèce  :

## Évènement
- 27 janvier : Élections législatives

## Création
- Nouveau Parti

## Naissance
- Geórgios Gennimatás, athlète.
- Geórgios Kaphantáris, personnalité politique.
- Geórgios Karamánis (d) (1873-1964), médecin.
- Spyrídon Loúis, athlète, champion olympique du marathon, en 1896.
- Pétros Roúbos, peintre et sculpteur.

## Décès
- Ioánnis Karasoútsas (el), écrivain et poète.
- Dimítrios S. Mavrokordátos (el), personnalité politique.
- Grigórios Papadópoulos (el), écrivain.
- Anastásios Polyzoídis (el), ministre.
- Théophile d'Athènes (el), archevêque d'Athènes.
- Spirídon Trikoúpis, Premier ministre.
- Ioánnis Zacharías, peintre.